# ستيف بيري (مؤلف)
ستيف بيري (بالإنجليزية: Steve Perry)‏ (31 أغسطس 1947، باتون روج في الولايات المتحدة)؛ كاتِب، سيناريست وروائي أمريكي.

## روابط خارجية
- ستيف بيري على موقع IMDb (الإنجليزية)
- ستيف بيري على موقع قاعدة بيانات الفيلم (الإنجليزية)